# Apa y Can
Apa y Can es un álbum de los raperos venezolanos Apache y Canserbero, publicado en 2013, siendo el último álbum de Canserbero antes de su asesinato.

## Antecedentes
Canserbero había publicado en 2012 su último álbum solista, Muerte, declarando que «Todo lo que venga después de esto es tiempo extra, ya hice lo que tenía que hacer en vida».

## Composición y grabación
Apache dijo en 2013 que:

Me gustaba su música y a él la mía. En un festival el 2012 coincidimos y me comentó que tenía unas instrumentales nuevas de una beatmaker llamado Oldtape y que le parecía que podíamos hacer algo juntos.

El fiscal general Tarek William Saab declaró que el productor Kpu había realizado una solicitud de registro intelectual de las canciones del álbum, la cual fue anulada en 2024.

## Promoción
Canserbero y Apache realizaron juntos los videoclips de los sencillos «Ready», «Stop» y «La del estribo». Estuvieron de gira promocionando su álbum, presentándose en Chile en 2013.

## Tracklist
- Apa y Can
- Ready
- Stop
- El Mundo Abc
- Level
- Uno por Ellas
- Hasta Cuándo
- Ouroboros
- Pónmela en el Aire
- Interludio
- Stupid Love Story
- Agradezco
- La del Estribillo